# دربندوکه
دربندوکه یک منطقهٔ مسکونی در عراق است که در ناحیه حریر واقع شده‌است.